# Gwangyang
Gwangyang é uma cidade da Coreia do Sul. A cidade é sede dos Chunnam Dragons, clube de futebol da K-League.

## Economia
A cidade de Gwangyang tem muitas empresas relacionadas ao aço. Grandes empresas representativas localizadas em Gwangyang incluem POSCO, POSCO Future M, POSCO M-Tech, OCI, Gyeongnam Steel, POSCO Mobility Solutions, POSCO Wide, EntoB, Hyundai Glovis, POSCO DX, POSCO GYR Tech, POSCO MC Materials, Chosun Refractories, Seun Steel, Silla Steel e Hanwha Ocean Ecotech.
1. ↑  «광양시 주요 핵심 기업». informative.kr. Consultado em 25 de fevereiro de 2025